# Dąbrówka-Niwka
Dąbrówka-Niwka – wieś w Polsce położona w województwie mazowieckim, w powiecie siedleckim, w gminie Skórzec. Ma status sołectwa.
W latach 1954–1961 wieś należała i była siedzibą władz gromady Dąbrówka-Niwka, po jej zniesieniu w gromadzie Skórzec. W latach 1975–1998 miejscowość administracyjnie należała do województwa siedleckiego.